# Highland Park (Nova Jérsei)
Highland Park é um distrito localizado no estado estadunidense de Nova Jérsei, no Condado de Middlesex.

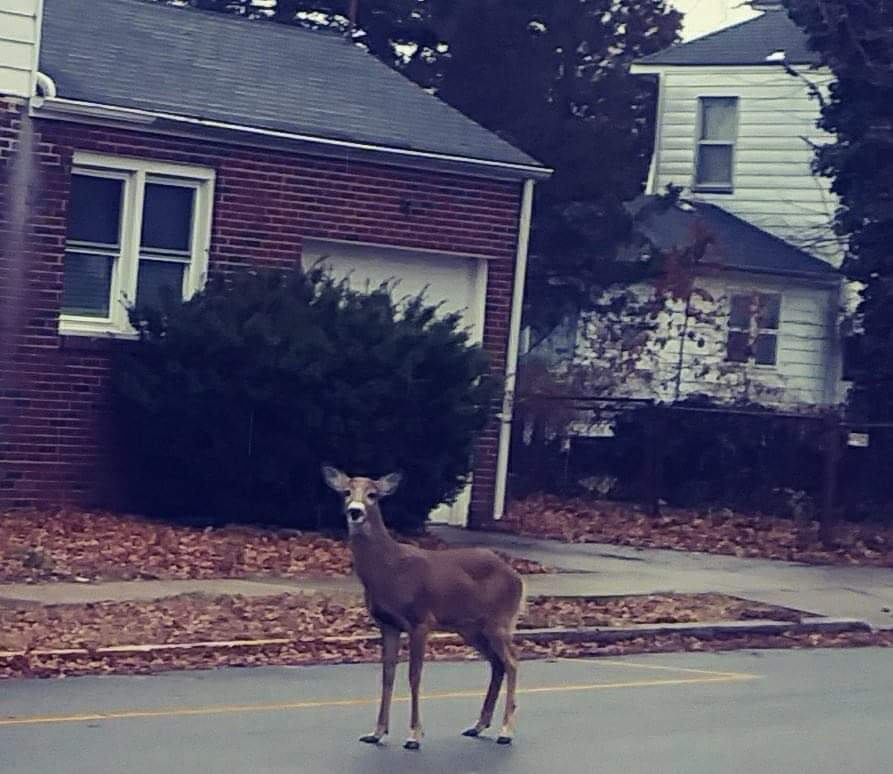
Um cervo na rua em Highland Park

## Demografia
Segundo o Censo dos Estados Unidos de 2020, a sua população era de 15 072 habitantes.
Em 2022 foi estimada uma população de 14 988.

## Geografia
De acordo com o United States Census Bureau tem uma área de
1,81 milha quadradas (4,7 km2).

## Localidades na vizinhança
O diagrama seguinte representa as localidades num raio de 8 km ao redor de Highland Park.